# Román Kutúzov
Román Vladímirovich Kutúzov (en ruso: Роман Владимирович Кутузов); 16 de febrero de 1969-5 de junio de 2022) fue un Teniente general ruso que murió durante la invasión rusa de Ucrania en 2022.

## Biografía
Cuando Kutúzov era coronel, comandó el 38.º Regimiento de Comunicaciones Separadas de las Fuerzas Aerotransportadas Rusas (unidad militar 54164).
En 2017, Kutúzov fue el comandante interino del 5.º Ejército de Armas Combinadas. En 2019, fue comandante interino del 29.º Ejército de Armas Combinadas. En 2020, Kutúzov era el jefe de personal del 29.º Ejército de Armas Combinadas.
Kutúzov murió en combate el 5 de junio de 2022 en el pueblo de Mykoláivka, durante la batalla por Sievierodonetsk-Lisichansk cerca de Lisichansk, Ucrania, mientras comandaba el 1.º Cuerpo de Ejército de la República Popular de Donetsk. Los informes de su muerte se originaron en los canales rusos de Telegram y luego fueron confirmados por los medios estatales rusos.
El ascenso de Kutúzov de mayor general se anunció póstumamente.

## Condecoraciones

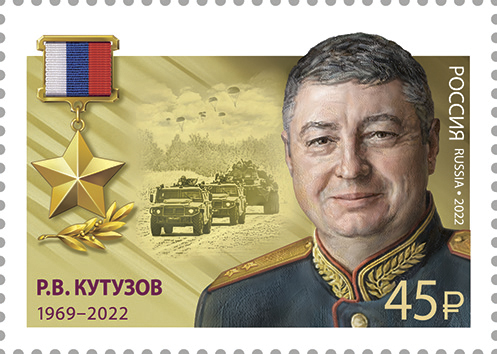
Kutuzov en una estampilla rusa de 2022

|  | Orden al Mérito Militar                         |
|  | Orden de Honor                                  |
|  | Medalla de Zhúkov                               |
|  | Orden del Coraje                                |
|  | Medalla "Al Valor Militar" 1.º grado            |
|  | Medalla "Al Valor Militar" 2.º grado            |
|  | Medalla "Por fortalecer la cooperación militar" |
|  | Medalla de Marguélov                            |
|  | Medalla por Servicio Impecable 1.º grado        |
|  | Medalla por Servicio Impecable 2.º grado        |
|  | Medalla por Servicio Impecable 3.º grado        |